# Arcidiocesi di Traianopoli di Rodope
L'arcidiocesi di Traianopoli di Rodope (in latino: Arcidioecesis Traianopolitana in Rhodope) è una sede soppressa e sede titolare della Chiesa cattolica.

## Storia
Traianopoli, corrispondente alla città greca di Traianoupoli, è l'antica sede metropolitana della provincia romana di Rodope nella diocesi civile di Tracia e nel patriarcato di Costantinopoli.
La Notitia Episcopatuum dello pseudo-Epifanio, composta durante il regno dell'imperatore Eraclio I (circa 640), attribuisce a Traianopoli due diocesi suffraganee: Peros (o Toperos) e Anastasiopoli. La stessa Notitia menziona cinque arcidiocesi autocefale della provincia di Rodope: Maronea, Massimianopoli, Cipsela, Eno e Anchialo.
La Notitia Episcopatuum attribuita all'imperatore Leone VI (inizio X secolo) riconosce a Traianopoli sette suffraganee. Sono scomparse le sedi di Peros e di Anastasiopoli, mentre sono elencate le diocesi di Didymoteicho, Macra, Mosinopoli, Poroi, Xante e Periteorio. Le arcidiocesi autocefale sono quelle di Maronea, Cipsela e Eno, con l'aggiunta della sede di Rusio, l'antica Toperos: non compare l'arcidiocesi di Massimianopoli, ma questa è presente in un'altra Notitia della fine del X secolo.
Dal XVI secolo Traianopoli è annoverata tra le sedi arcivescovili titolari della Chiesa cattolica; la sede è vacante dal 12 gennaio 1968.

## Cronotassi

### Arcivescovi greci
- Teodolo †
- Sinclezio † (circa 397/403)
- Pietro † (menzionato nel 431)
- Basilio † (prima del 449 - dopo il 451)
- Flacciano † (menzionato nel 483 ?)
- Abbondanzio † (menzionato nel 521)
- Eleusio † (menzionato nel 553)
- Tiberio † (menzionato nel 692)[5]
- Anonimo † (VII/VIII secolo)[6]
- Niceforo † (menzionato nell'879)
- Giorgio † (menzionato nel 997)[7]

### Arcivescovi titolari
I vescovi di Traianopoli di Rodope appaiono confusi con i vescovi di Traianopoli di Frigia, perché nelle fonti citate le cronotassi delle due sedi non sono distinte.
- Christophe de Brillac  † (22 settembre 1503 o 19 gennaio 1504 - 3 luglio 1514 nominato arcivescovo di Tours)[8]
- Deodat Nersesowicz † (18 gennaio 1684 - prima del 15 luglio 1709 deceduto)
- Claudio de Villagómez † (24 aprile 1684 - prima del 4 novembre 1685 deceduto)
- Niccolò Paolo Andrea Coscia † (26 giugno 1724 - 23 luglio 1725 nominato cardinale presbitero di Santa Maria in Domnica)
- Carlo Pignatelli † (23 luglio 1725 - ? deceduto)
- Francesco Scipione Maria Borghese † (8 marzo 1728 - 3 agosto 1729 nominato cardinale presbitero di San Pietro in Montorio)
- Pietro de Carolis † (18 settembre 1729 - ?)
- Francisco de Solís Folch de Cardona † (20 gennaio 1749 - 25 settembre 1752 nominato arcivescovo, titolo personale, di Cordova)
- Niccolò Oddi † (14 gennaio 1754 - 20 febbraio 1764 nominato arcivescovo di Ravenna)
- Alexandre-Angélique Talleyrand de Périgord † (1º dicembre 1766 - 27 ottobre 1777 succeduto arcivescovo di Reims)
- Pierre-François-Martial de Loménie † (15 dicembre 1788 - 10 maggio 1794 deceduto)
- Giuseppe Carrano † (20 luglio 1801 - 27 novembre 1803 deceduto)
- Hyacinthe-Louis de Quélen † (17 dicembre 1819 - 20 ottobre 1821 succeduto arcivescovo di Parigi)
- Giovanni Domenico Stefanelli, O.P. † (20 gennaio 1845 - 5 febbraio 1852 deceduto)
- Benoit Planchet, S.I. † (4 giugno 1853 - 19 settembre 1859 deceduto)
- Sant'Antonio María Claret y Clará, C.M.F. † (13 luglio 1860 - 24 ottobre 1870 deceduto)
- Serafino Milani, O.F.M.Obs. † (23 gennaio 1874 - 21 dicembre 1874 nominato arcivescovo, titolo personale, di Pontremoli)
  - Ignazio Ghiurekian, C.A.M. † (8 maggio 1877 - 3 dicembre 1921 deceduto)[9]
- Joseph-Auguste Duc † (16 dicembre 1907 - 12 dicembre 1922 deceduto)
- Ismael Perdomo Borrero † (5 febbraio 1923 - 2 gennaio 1928 succeduto arcivescovo di Bogotà)
- Fabio Berdini † (2 marzo 1928 - 22 marzo 1930 deceduto)
- Giacinto Gaggia † (29 marzo 1930 - 15 aprile 1933 deceduto)
- Mario Zanin † (28 novembre 1933 - 4 agosto 1958 deceduto)
- Albert-Pierre Falière, M.E.P. † (19 dicembre 1959 - 12 gennaio 1968 deceduto)